# Élections municipales de 2005 en Gaspésie–Îles-de-la-Madeleine
Les élections municipales québécoises de 2005 se déroulent le 6 novembre 2005
. Elles permettent d'élire les maires et les conseillers de chacune des municipalités locales du Québec, ainsi que les préfets de quelques municipalités régionales de comté.
Elles permettent de déterminer les maires et les conseillers de chacune des municipalités locales de même que certains préfets. Ces élections sont les premières tenues en vertu de la Loi sur les élections et les référendums dans les municipalités adoptée en 2001 par l'Assemblée nationale du Québec, qui instaure une nouvelle procédure prévoyant de tenir les élections de tous les postes municipaux dans toutes les municipalités la même journée.

## Gaspésie–Îles-de-la-Madeleine

### Bonaventure
| Candidats pour la mairie | Vote            | %               |
| ------------------------ | --------------- | --------------- |
| Serge Arsenault          | Sans opposition | Sans opposition |

### Cap-Chat
| Candidats pour la mairie            | Vote | %     |
| ----------------------------------- | ---- | ----- |
| Judes Landry                        | 723  | 61,12 |
| Stéphane Boucher                    | 460  | 38,88 |
| Nombre d'électeurs inscrits : 2 284 |      |       |

### Caplan
| Candidats pour la mairie            | Vote | %     |
| ----------------------------------- | ---- | ----- |
| Doris Boissonnault                  | 528  | 64,79 |
| Marcel Boudreau                     | 287  | 35,21 |
| Nombre d'électeurs inscrits : 1 664 |      |       |

### Carleton-sur-Mer
| Candidats pour la mairie            | Vote  | %     |
| ----------------------------------- | ----- | ----- |
| Michel Lacroix                      | 1 149 | 53,27 |
| Marc Tétreault                      | 596   | 27,63 |
| Jean-Guy Cyr                        | 412   | 19,10 |
| Nombre d'électeurs inscrits : 3 367 |       |       |

### Cascapédia–Saint-Jules
| Candidats pour la mairie | Vote            | %               |
| ------------------------ | --------------- | --------------- |
| Pat St-Onge (Sortant)    | Sans opposition | Sans opposition |

### Chandler
| Candidats pour la mairie            | Vote  | %     |
| ----------------------------------- | ----- | ----- |
| Claude Cyr                          | 2 480 | 54,09 |
| Jean Paquin                         | 1 133 | 24,71 |
| Michel St-Pierre                    | 972   | 21,20 |
| Nombre d'électeurs inscrits : 6 596 |       |       |

### Cloridorme
| Candidats pour la mairie          | Vote | %     |
| --------------------------------- | ---- | ----- |
| Jocelyne Huet                     | 257  | 43,27 |
| Israël Le Guedard                 | 181  | 30,47 |
| Jean-Marc Turcotte                | 156  | 26,26 |
| Nombre d'électeurs inscrits : 731 |      |       |

### Escuminac
| Candidats pour la mairie          | Vote | %     |
| --------------------------------- | ---- | ----- |
| Bertrand Berger                   | 285  | 78,30 |
| Dee Anne Deschamps-McNally        | 79   | 21,70 |
| Nombre d'électeurs inscrits : 547 |      |       |

### Gaspé
| Candidats pour la mairie             | Vote  | %     |
| ------------------------------------ | ----- | ----- |
| François Roussy                      | 4 547 | 67,82 |
| Nelson O'Connor                      | 2 158 | 32,18 |
| Nombre d'électeurs inscrits : 12 032 |       |       |

### Grande-Rivière
| Candidats pour la mairie            | Vote  | %     |
| ----------------------------------- | ----- | ----- |
| Romuald Boutin                      | 1 183 | 59,75 |
| Edmond Sirois                       | 797   | 40,25 |
| Nombre d'électeurs inscrits : 2 903 |       |       |

### Grande-Vallée
| Candidats pour la mairie            | Vote | %     |
| ----------------------------------- | ---- | ----- |
| Gabriel Minville                    | 525  | 61,76 |
| Sylvain Bouchard                    | 325  | 38,24 |
| Nombre d'électeurs inscrits : 1 020 |      |       |

### Grosse-Île
| Candidats pour la mairie          | Vote | %     |
| --------------------------------- | ---- | ----- |
| Christopher Clark                 | 187  | 60,71 |
| Gérard Huggins                    | 121  | 39,29 |
| Nombre d'électeurs inscrits : 425 |      |       |

### Hope
| Candidats pour la mairie | Vote            | %               |
| ------------------------ | --------------- | --------------- |
| Hazen Whittom            | Sans opposition | Sans opposition |

### Hope Town
| Candidats pour la mairie | Vote            | %               |
| ------------------------ | --------------- | --------------- |
| Léon Dubé                | Sans opposition | Sans opposition |

### La Martre
| Candidats pour la mairie          | Vote | %     |
| --------------------------------- | ---- | ----- |
| Raymond St-Pierre                 | 126  | 82,89 |
| Marc Beaupré                      | 26   | 17,11 |
| Nombre d'électeurs inscrits : 241 |      |       |

### L'Ascension-de-Patapédia
| Candidats pour la mairie          | Vote | %     |
| --------------------------------- | ---- | ----- |
| Rémi Gallant                      | 86   | 52,76 |
| Georgette Horn                    | 77   | 47,24 |
| Nombre d'électeurs inscrits : 203 |      |       |

### Les Îles-de-la-Madeleine
| Candidats pour la mairie             | Vote  | %     |
| ------------------------------------ | ----- | ----- |
| Joel Arseneau                        | 3 235 | 53,04 |
| Claude Vigneau (Sortant)             | 2 864 | 46,96 |
| Nombre d'électeurs inscrits : 10 109 |       |       |

### Maria
| Candidats pour la mairie            | Vote | %     |
| ----------------------------------- | ---- | ----- |
| Normand Audet                       | 727  | 72,34 |
| Léonce Arseneault                   | 278  | 27,66 |
| Nombre d'électeurs inscrits : 1 546 |      |       |

### Marsoui
| Candidats pour la mairie          | Vote | %     |
| --------------------------------- | ---- | ----- |
| Jovette Gasse                     | 143  | 54,17 |
| Ghislain Deschenes                | 121  | 45,83 |
| Nombre d'électeurs inscrits : 319 |      |       |

### Matapédia
| Candidats pour la mairie          | Vote | %     |
| --------------------------------- | ---- | ----- |
| Louis Michaud                     | 282  | 73,06 |
| Raymond Soucy                     | 104  | 26,94 |
| Nombre d'électeurs inscrits : 572 |      |       |

### Mont-Saint-Pierre
| Candidats pour la mairie | Vote            | %               |
| ------------------------ | --------------- | --------------- |
| Robert Coulombe          | Sans opposition | Sans opposition |

### Murdochville
| Candidats pour la mairie | Vote            | %               |
| ------------------------ | --------------- | --------------- |
| Delisca Ritchie Roussy   | Sans opposition | Sans opposition |

### New Carlisle
| Candidats pour la mairie            | Vote | %     |
| ----------------------------------- | ---- | ----- |
| Cyrus Journeau                      | 459  | 57,95 |
| Bertrand Poirier                    | 333  | 42,05 |
| Nombre d'électeurs inscrits : 1 313 |      |       |

### New Richmond
| Candidats pour la mairie | Vote            | %               |
| ------------------------ | --------------- | --------------- |
| Nicole Appleby           | Sans opposition | Sans opposition |

### Nouvelle
| Candidats pour la mairie            | Vote | %     |
| ----------------------------------- | ---- | ----- |
| Luc Leblanc                         | 758  | 75,35 |
| Marlène Aubut                       | 248  | 24,65 |
| Nombre d'électeurs inscrits : 1 538 |      |       |

### Paspébiac
| Candidats pour la mairie            | Vote  | %     |
| ----------------------------------- | ----- | ----- |
| Gino Lebrasseur                     | 1 135 | 56,64 |
| Régent Bastien                      | 869   | 43,36 |
| Nombre d'électeurs inscrits : 2 883 |       |       |

### Percé
| Candidats pour la mairie            | Vote  | %     |
| ----------------------------------- | ----- | ----- |
| Georges Mamelonet                   | 1 292 | 72,50 |
| Bertrand Daraiche                   | 295   | 16,55 |
| Camille Nadeau                      | 195   | 10,95 |
| Nombre d'électeurs inscrits : 2 971 |       |       |

### Petite-Vallée
| Candidats pour la mairie | Vote            | %               |
| ------------------------ | --------------- | --------------- |
| Noël-Marie Clavet        | Sans opposition | Sans opposition |

### Pointe-à-la-Croix
| Candidats pour la mairie | Vote            | %               |
| ------------------------ | --------------- | --------------- |
| Jean-Paul Audy (Sortant) | Sans opposition | Sans opposition |

### Port-Daniel–Gascons
| Candidats pour la mairie            | Vote | %     |
| ----------------------------------- | ---- | ----- |
| Henri Grenier                       | 921  | 56,40 |
| Jean-Marc Mc Innis                  | 399  | 24,43 |
| Gaston Duguay                       | 226  | 13,84 |
| Odule Langlois                      | 87   | 5,33  |
| Nombre d'électeurs inscrits : 2 213 |      |       |

### Ristigouche-Partie-Sud-Est
| Candidats pour la mairie          | Vote | %     |
| --------------------------------- | ---- | ----- |
| Wayne Nicol (Sortant)             | 75   | 58,14 |
| Esther Bourdages                  | 54   | 41,86 |
| Nombre d'électeurs inscrits : 169 |      |       |

Remplacement de Wayne Nicol par Annette Sénéchal en 2005

### Rivière-à-Claude
| Candidats pour la mairie | Vote            | %               |
| ------------------------ | --------------- | --------------- |
| Micheline Bernier        | Sans opposition | Sans opposition |

### Saint-Alexis-de-Matapédia
| Candidats pour la mairie | Vote            | %               |
| ------------------------ | --------------- | --------------- |
| Guy Gallant              | Sans opposition | Sans opposition |

### Saint-Alphonse
| Candidats pour la mairie | Vote            | %               |
| ------------------------ | --------------- | --------------- |
| Gérard Porlier           | Sans opposition | Sans opposition |

### Saint-André-de-Restigouche
| Candidats pour la mairie | Vote            | %               |
| ------------------------ | --------------- | --------------- |
| Doris Deschênes          | Sans opposition | Sans opposition |

### Saint-Elzéar
| Candidats pour la mairie   | Vote            | %               |
| -------------------------- | --------------- | --------------- |
| Damien Arsenault (Sortant) | Sans opposition | Sans opposition |

### Saint-François-d'Assise
| Candidats pour la mairie | Vote            | %               |
| ------------------------ | --------------- | --------------- |
| Ghislain Michaud         | Sans opposition | Sans opposition |

### Saint-Godefroi
| Candidats pour la mairie          | Vote | %     |
| --------------------------------- | ---- | ----- |
| Gérard-Raymond Blais              | 143  | 50,89 |
| Gérard Aubut                      | 138  | 49,11 |
| Nombre d'électeurs inscrits : 361 |      |       |

### Saint-Maxime-du-Mont-Louis
| Candidats pour la mairie | Vote            | %               |
| ------------------------ | --------------- | --------------- |
| Paul-Hébert Bernatchez   | Sans opposition | Sans opposition |

### Saint-Siméon
| Candidats pour la mairie | Vote            | %               |
| ------------------------ | --------------- | --------------- |
| Jean-Guy Poirier         | Sans opposition | Sans opposition |

### Sainte-Anne-des-Monts
| Candidats pour la mairie            | Vote  | %     |
| ----------------------------------- | ----- | ----- |
| Micheline Pelletier                 | 1 428 | 52,71 |
| Charles-Eugène Marin                | 1 281 | 47,29 |
| Nombre d'électeurs inscrits : 5 476 |       |       |

### Sainte-Madeleine-de-la-Rivière-Madeleine
| Candidats pour la mairie          | Vote | %     |
| --------------------------------- | ---- | ----- |
| James Patterson (Sortant)         | 169  | 61,45 |
| Carol Bond                        | 106  | 38,55 |
| Nombre d'électeurs inscrits : 376 |      |       |

### Sainte-Thérèse-de-Gaspé
| Candidats pour la mairie | Vote            | %               |
| ------------------------ | --------------- | --------------- |
| Léo Lelièvre             | Sans opposition | Sans opposition |

### Shigawake
| Candidats pour la mairie | Vote            | %               |
| ------------------------ | --------------- | --------------- |
| Kenneth Duguay (Sortant) | Sans opposition | Sans opposition |